# Râul Huangpu

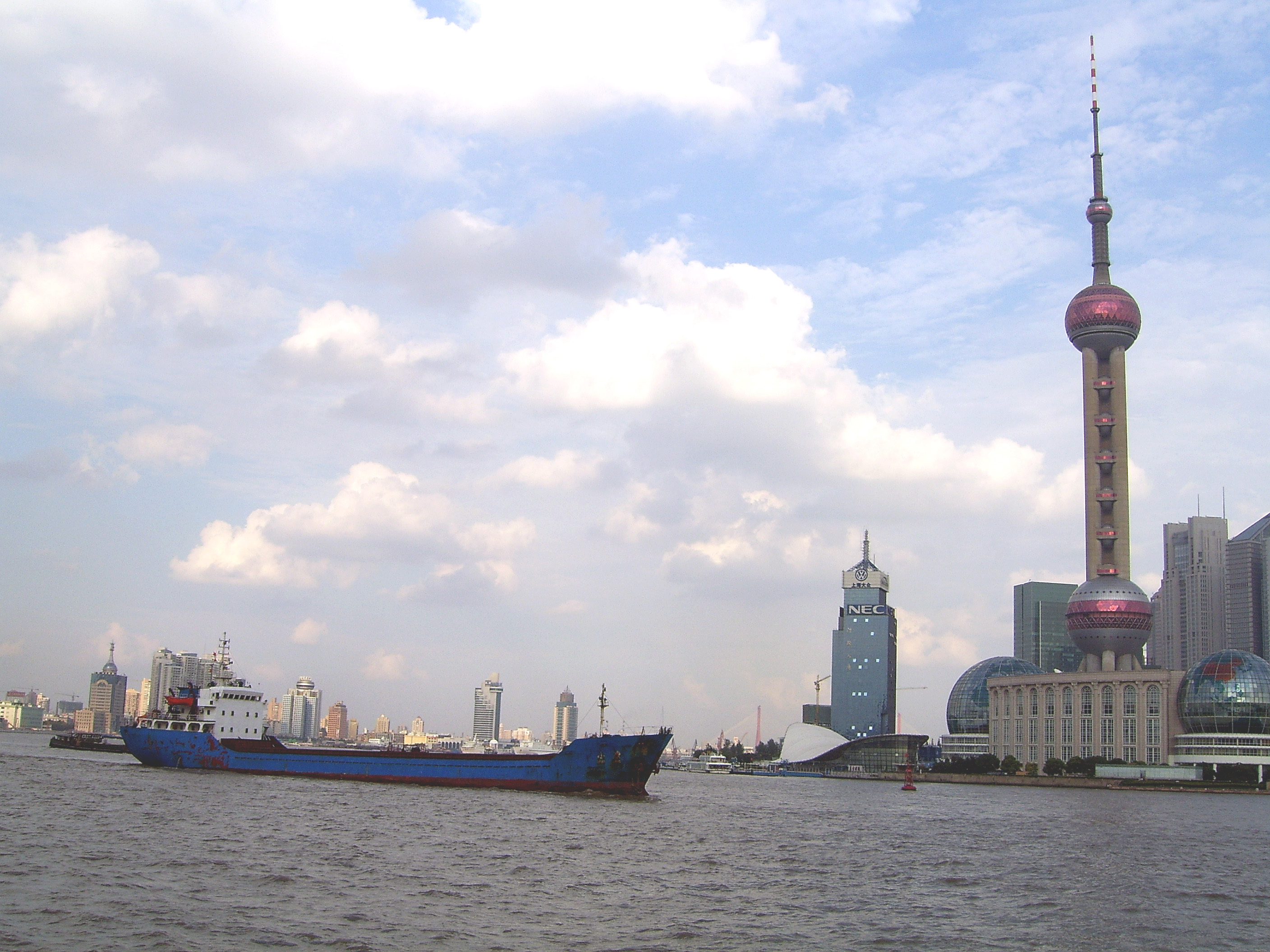
Râul Huanpu trecând prin Shanghai

Râul Huangpu (黄浦江 în chineză, Huángpŭ Jiāng în pinyin) este un râu de 97 km lungime în Republica Populară Chineză care trece prin Shanghai. "Huangpu" înseamnă "Malul Galben" în chineză.
Râul are un rol important în Shanghai fiind că este sursa pentru majoritatea apei potabile a orașului. Râul împarte orașul în două jumătăți: Puxi, malul vestic care conține centrul vechi, și Pudong, malul estic, care conține districtul nou de dezvoltare economică.